# Michael Glowatzky
Michael Glowatzky (* 1. Juli 1960) ist ein ehemaliger deutscher Fußballspieler. Für die BSG Sachsenring Zwickau und den FC Karl-Marx-Stadt spielte er in der DDR-Oberliga, der höchsten Spielklasse des DDR-Fußball-Verbandes. Für die DDR-Nationalmannschaft bestritt er neun A-Länderspiele.

## Sportliche Laufbahn
Glowatzky stieß 1979 zur BSG Sachsenring Zwickau, der Betriebssportgemeinschaft des gleichnamigen westsächsischen Automobilwerkes. Im November 1979 musste er seinen eineinhalbjährigen Wehrdienst antreten. Am 9. Mai 1981 gab er in der Begegnung des 23. Spieltages zwischen der BSG Sachsenring und der BSG Wismut Aue (3:0) als Einwechselspieler seinen Einstand in der DDR-Oberliga. Bereits in der folgenden Spielzeit 1981/82 entwickelte sich der 1,85 m große Glowatzky als Mittelfeldakteur zum Stammspieler in der Sachsenring-Mannschaft, bestritt 21 von 26 Punktspielen. Nachdem er 1982/83 weitere 20 Oberligaspiele für Zwickau absolviert hatte, verließ Glowatzky nach 45 Punktspieleinsätzen und fünf Torerfolgen die erstmalig aus der Oberliga abgestiegene BSG, um künftig als Nachfolger für den zum 1. FC Lok Leipzig delegierten DDR-Nationalspieler Hans Richter für das Fußballzentrum der Region, den FC Karl-Marx-Stadt (FCK) zu spielen.
Beim FCK war Glowatzky bis 1988 dann als Stürmer gesetzt, hatte nur 1986/87 mit lediglich zwölf Punktspieleinsätzen eine schwächere Saison. Innerhalb von fünf Spielzeiten bestritt er 109 Oberligaspiele und erzielte 32 Tore. 1985 und 1986 war er Torschützenkönig des FCK.
Mit seinen erfolgreichen Spielen empfahl sich Glowatzky für internationale Aufgaben und wurde 1984 in den Kader der DDR-Nationalmannschaft aufgenommen, die in dieser Zeit von Bernd Stange trainiert wurde. Am 12. September 1984 bestritt er sein erstes von neun A-Länderspielen, als er im Freundschaftsspiel DDR gegen Griechenland (1:0) jedoch von Stange-Assistent Harald Irmscher als Rechtsaußen eingesetzt wurde. Denn zu diesem Zeitpunkt weilte der hauptverantwortliche Coach mit der ersten Garnitur der Nationalelf in London, da der DFV für diesen Tag zwei Länderspiele abgeschlossen hatte. Sein einziges Länderspieltor erzielte er am 20. Oktober 1984 im WM-Qualifikationsspiel DDR gegen Jugoslawien (2:3) in Leipzig. Seinen letzten Einsatz in der A-Nationalmannschaft hatte Glowatzky im Freundschaftsspiel Finnland gegen DDR (1:0) am 20. August 1986. Daneben absolvierte er 1985 drei Länderspiele für den DDR-Nachwuchs (ein Treffer beim 3:2 gegen Jugoslawien).
Im Sommer 1988 wollte Glowatzky einen Wechsel zurück zur BSG Sachsenring Zwickau erzwingen. Nachdem er vom FCK keine Freigabe erhalten hatte, boykottierte er zwei Monate lang das Training und wurde daraufhin vom DDR-Fußballverband für die DDR-Oberliga und die DDR-Liga gesperrt. Bis März 1989 spielte er für die 2. Mannschaft der BSG Sachsenring in der drittklassigen Bezirksliga. Im April 1989 lief Glowatzkys Sperre ab, und zwischen dem 19. Spieltag und 23. Spieltag bestritt er noch vier Oberligaspiele für Zwickau. Am Saisonende stiegen die Zwickauer in die DDR-Liga ab.
Kurz nach der Öffnung der DDR-Grenzen im November 1989 verließ Glowatzky Zwickau und schloss sich der SpVgg Bayreuth an. Zwischen seiner letzten Partie für die Westsachsen und dem ersten Auftritt für die Oberfranken, einem Wechsel über nur rund 110 Kilometer, der aber noch Wochen zuvor – eine erfolgreiche Flucht vorausgesetzt – mindestens eine einjährige Sperre durch die FIFA nach sich gezogen hätte, lagen nur 41 Tage. Damit gehört er im Wendespieljahr 1989/90 zu den chronologisch am frühesten eingesetzten ehemaligen Oberliga- und Ligaakteuren im westdeutschen Profifußball, die im Zuge der Massenflucht über Osteuropa oder nach dem Mauerfall die noch existierende DDR in Richtung Bundesrepublik verlassen hatten. Der Bayreuther Präsident Hans Wölfel hatte dem Stürmer in der Woche vor seinem Debüt für die SpVgg gegen Hertha BSC am 9. Dezember 1989 beim Bayerischen Fußball-Verband eine Spielgenehmigung unter dem damaligen Amateurstatus besorgt. Mit der SpVgg bestritt Glowatzky bis zum Saisonschluss 15 Punktspiele (ein Tor) als Mittelfeldakteur in der 2. Bundesliga, danach stieg er auch mit Bayreuth ab. 1990/91 spielte er mit der SpVgg in der drittklassigen Bayernliga, absolvierte 32 Punktspiele und erzielte weitere 14 Tore. Von 1991 bis 1994 war er Spieler des Bayernligisten 1. FC Schweinfurt 05 und beendete danach seine Laufbahn als Fußballspieler.
Er war ein Jahr lang Spielertrainer beim 1. FC Creußen. Danach trainierte er den TSV Kirchenlaibach Speichersdorf, mit dem er 2008 in die Bezirksliga aufstieg. 2010/11 war er Trainer beim oberfränkischen Kreisligisten TSV Bindlach.